# Diocesi di Embu
La diocesi di Embu (in latino Dioecesis Embuensis) è una sede della Chiesa cattolica in Kenya suffraganea dell'arcidiocesi di Nyeri. Nel 2023 contava 336.530 battezzati su 642.760 abitanti. È retta dal vescovo Peter Kimani Ndung'u.

## Territorio
La diocesi comprende i distretti di Embu e Mbeere nella Provincia Orientale in Kenya.
Sede vescovile è la città di Embu, dove si trova la cattedrale dei Santi Pietro e Paolo.
Il territorio è suddiviso in 23 parrocchie.

## Storia
La diocesi è stata eretta il 9 giugno 1986 con la bolla Quoniam Nostrum di papa Giovanni Paolo II, ricavandone il territorio dalla diocesi di Meru.
Originariamente suffraganea dell'arcidiocesi di Nairobi, il 21 maggio 1990 è entrata a far parte della provincia ecclesiastica di Nyeri.

## Cronotassi dei vescovi
Si omettono i periodi di sede vacante non superiori ai 2 anni o non storicamente accertati.
- John Njue (9 giugno 1986 - 9 marzo 2002 nominato arcivescovo coadiutore di Nyeri)
- Anthony Muheria (30 ottobre 2003 - 28 giugno 2008 nominato vescovo di Kitui)
- Paul Kariuki Njiru (9 maggio 2009 - 22 luglio 2023 nominato vescovo di Wote)[1]
- Peter Kimani Ndung'u, dal 15 agosto 2024

## Statistiche
La diocesi nel 2023 su una popolazione di 642.760 persone contava 336.530 battezzati, corrispondenti al 52,4% del totale.
| anno | popolazione | popolazione | popolazione | presbiteri | presbiteri | presbiteri | presbiteri                | diaconi | religiosi | religiosi | parrocchie |
| anno | battezzati  | totale      | %           | numero     | secolari   | regolari   | battezzati per presbitero | diaconi | uomini    | donne     | parrocchie |
| ---- | ----------- | ----------- | ----------- | ---------- | ---------- | ---------- | ------------------------- | ------- | --------- | --------- | ---------- |
| 1990 | 114.959     | 404.999     | 28,4        | 31         | 22         | 9          | 3.708                     |         | 10        | 54        | 12         |
| 1997 | 164.868     | 496.293     | 33,2        | 33         | 22         | 11         | 4.996                     |         | 13        | 83        | 14         |
| 2001 | 167.983     | 489.737     | 34,3        | 42         | 32         | 10         | 3.999                     |         | 73        | 89        | 15         |
| 2003 | 300.000     | 500.000     | 60,0        | 62         | 52         | 10         | 4.838                     |         | 15        | 76        | 16         |
| 2004 | 303.877     | 520.000     | 58,4        | 51         | 38         | 13         | 5.958                     |         | 17        | 99        | 16         |
| 2006 | 328.000     | 542.000     | 60,5        | 55         | 47         | 8          | 5.963                     |         | 11        | 92        | 16         |
| 2013 | 379.000     | 624.000     | 60,7        | 68         | 59         | 9          | 5.573                     |         | 11        | 74        | 18         |
| 2016 | 405.996     | 668.095     | 60,8        | 70         | 60         | 10         | 5.799                     |         | 11        | 83        | 21         |
| 2019 | 354.600     | 585.219     | 60,6        | 86         | 86         |            | 4.123                     |         |           | 114       | 22         |
| 2021 | 366.500     | 610.600     | 60,0        | 73         | 73         |            | 5.020                     |         | 2         | 122       | 22         |
| 2023 | 336.530     | 642.760     | 52,4        | 94         | 84         | 10         | 3.580                     |         | 10        | 155       | 23         |